# بخش‌های دپارتمان موربیان
بخش‌های دپارتمان موربیان (انگلیسی: Arrondissements of the Morbihan department) شامل ۳ بخش به شرح زیر است:
1. بخش لوریان با ۵۸ کمون (فرانسه) و جمعیت ۳۱۲ هزار نفر در سال ۲۰۱۳ می‌باشد.
2. بخش پونتیوی با ۹۶ کمون (فرانسه) و جمعیت ۱۲۴ هزار نفر در سال ۲۰۱۳ می‌باشد.
3. بخش وانه با ۹۹ کمون (فرانسه) و جمعیت ۳۰۰ هزار نفر در سال ۲۰۱۳ می‌باشد.